# أدولف يفون
أدولف يفون (بالفرنسية: Adolphe Yvon)‏ هو رسام فرنسي، ولد في 12 فبراير 1817 في Eschviller ‏ في فرنسا، وتوفي في 11 سبتمبر 1893 في الدائرة السادسة عشرة في باريس في فرنسا.

## معرض صور

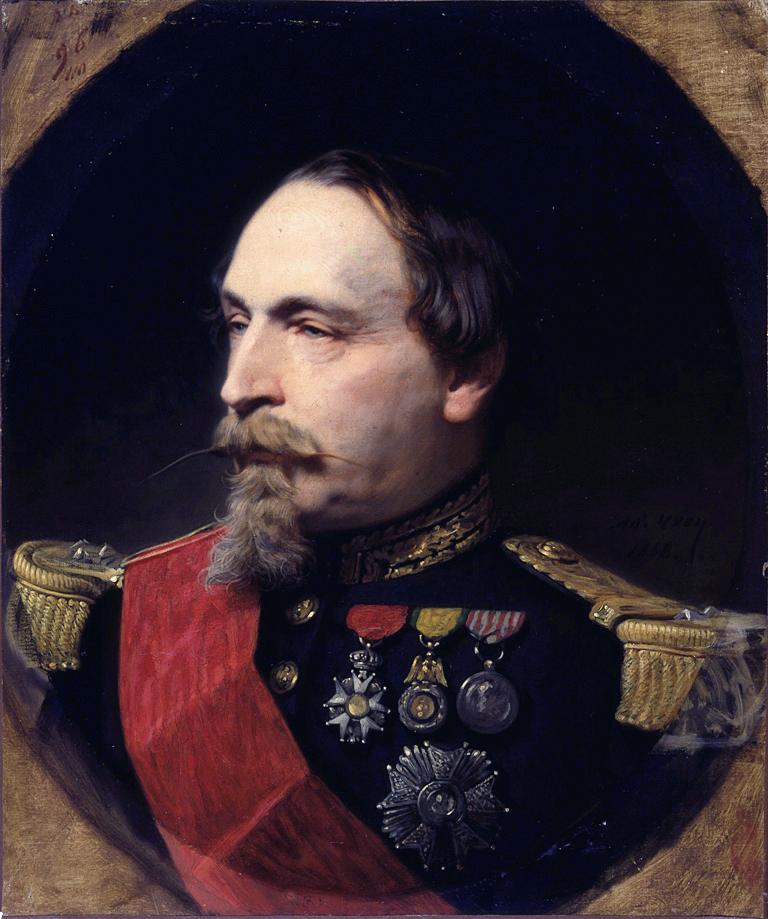
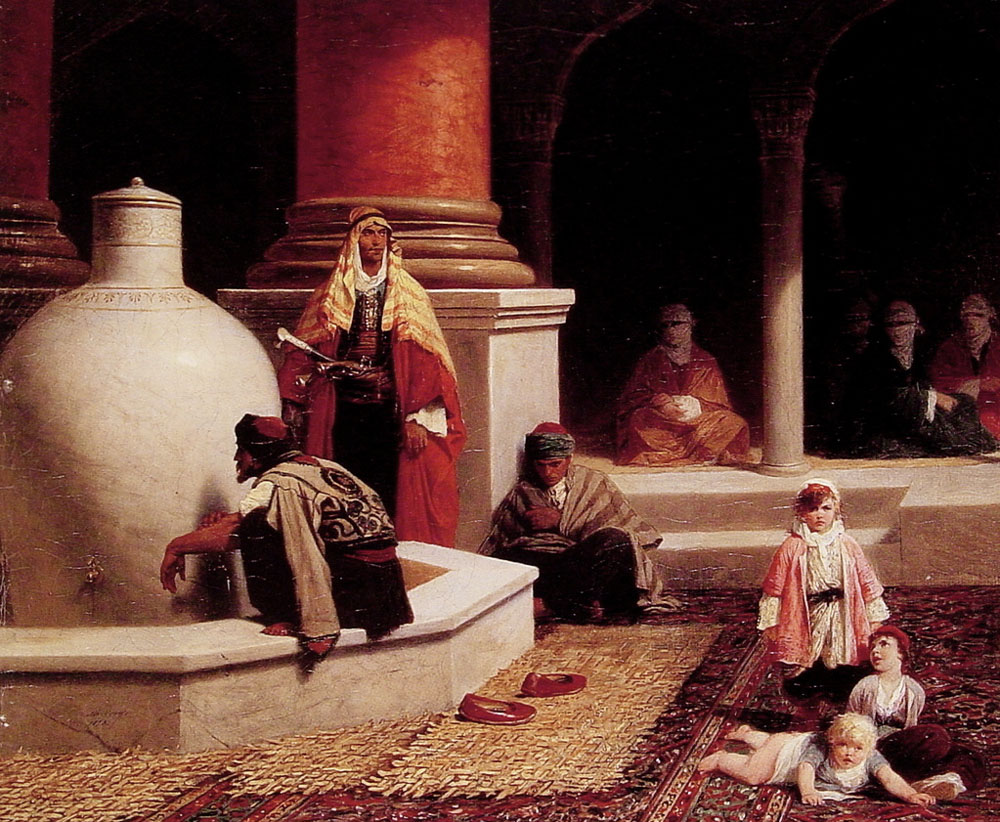
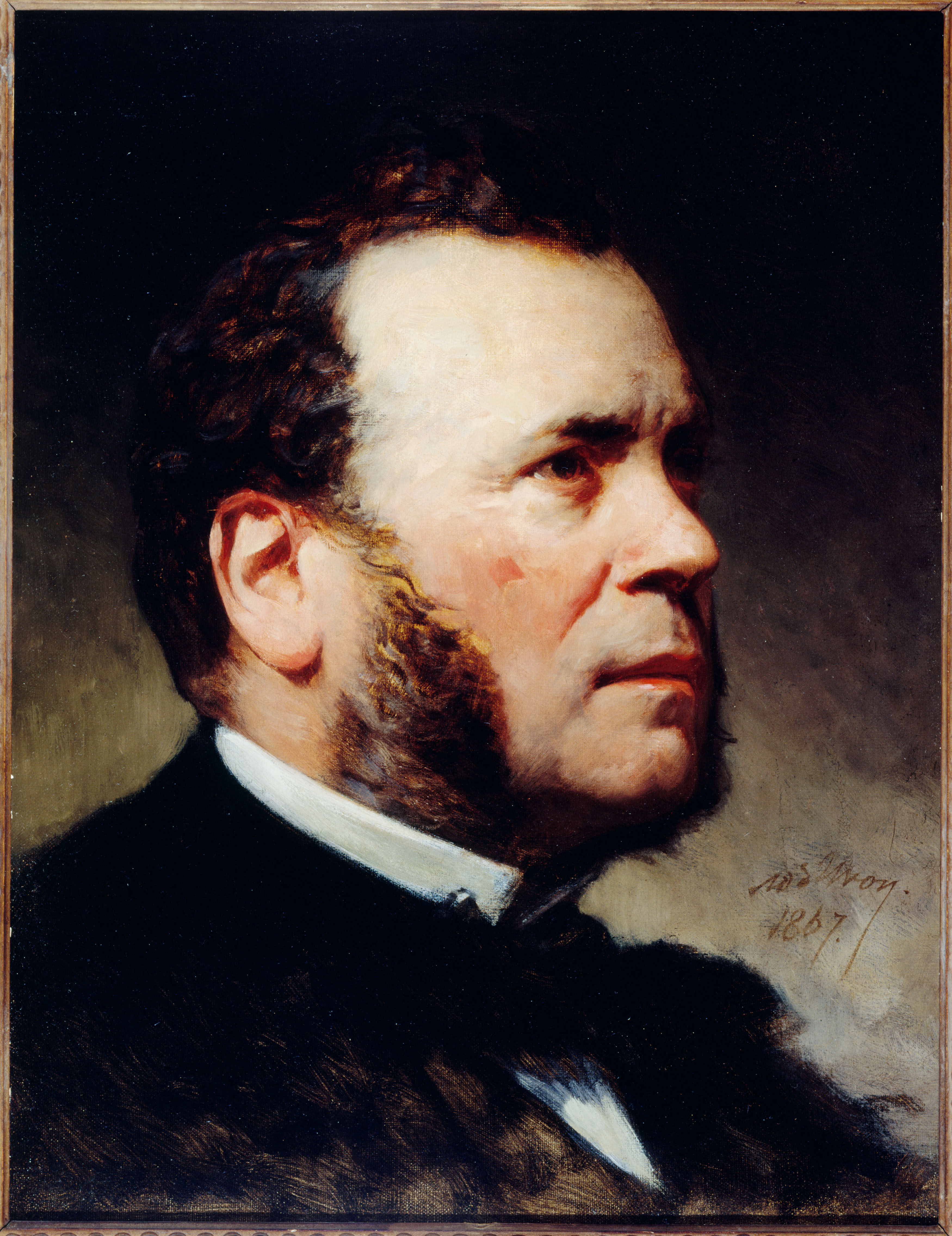
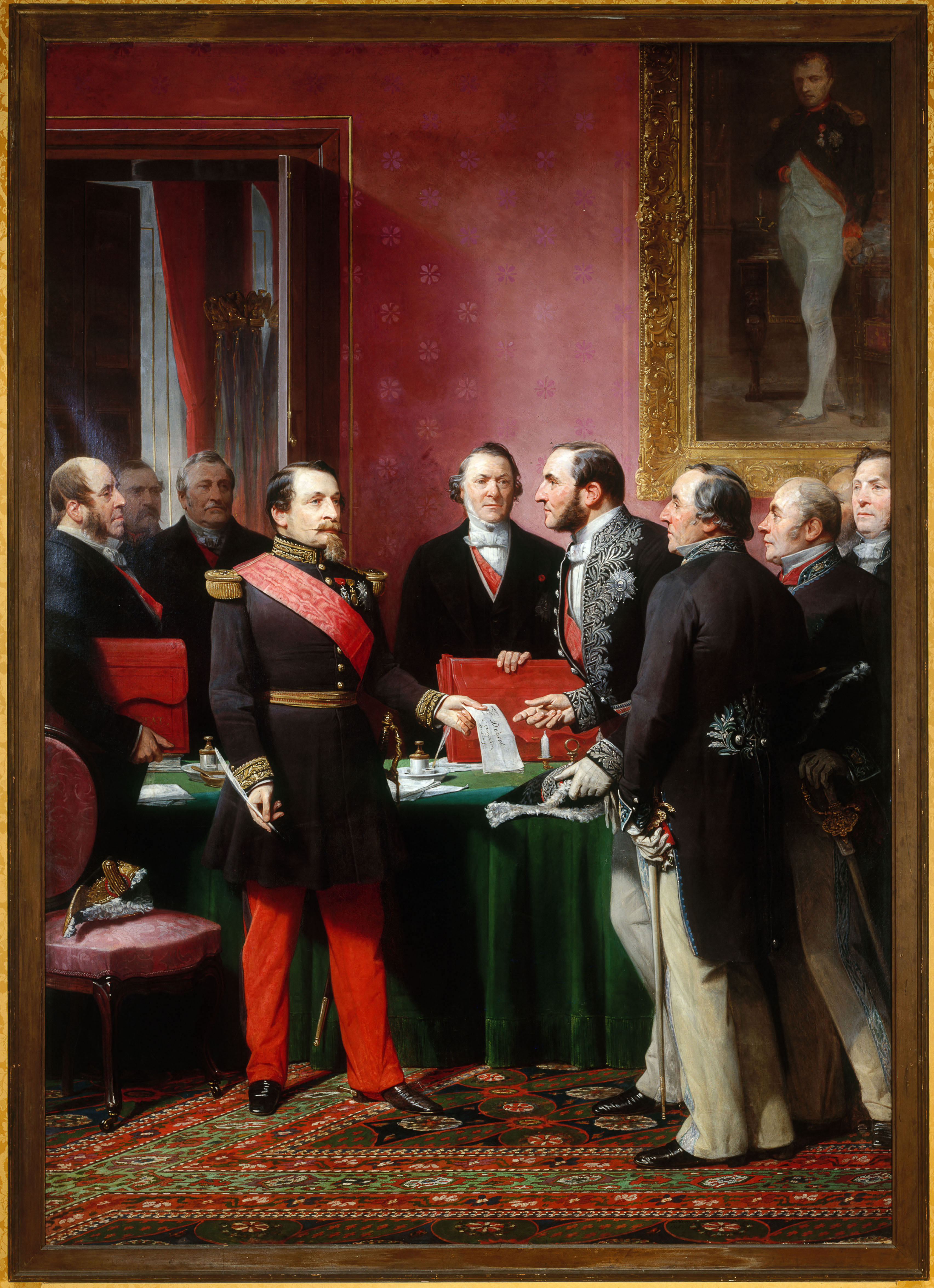